# Keveházi Gábor
Keveházi Gábor (Budapest, 1953. február 25. –) Kossuth- és Liszt Ferenc-díjas magyar táncos, koreográfus, érdemes és kiváló művész, a Halhatatlanok Társulatának örökös tagja. Nagyapja Kropacsek Ferenc, az MTK válogatott labdarúgója volt. 2005. augusztus 1-je óta a Magyar Állami Operaház balettegyüttesének igazgatója. Két gyermeke született: Keveházi Krisztina, valamint Keveházi Lili.

## Pályafutása
Tanulmányait az Állami Balettintézetben végezte Merényi Zsuzsa növendékeként, 1970–71-ben a leningrádi Vaganova-balettiskolában képezte tovább magát ösztöndíjasként Borisz Bregvadze szakmai irányításával. 
1972-ben lett az Operaház tagja, 1992-ig a Magyar Nemzeti Balett vezető szólistája, ezen belül 1989 augusztusától 1992-ig igazgatója volt. Aktív táncosként a legnevesebb együttesekkel vendégszerepelt világszerte, a balettirodalom szinte minden jelentős főszerepét eltáncolta. 
1992-ben „Budafest” néven létrehozta a Nyári Opera- és Balett Fesztivált. 2001 és 2005 között a Pécsi Balettet igazgatta, irányítása alatt az együttes második fénykorát élte. 2005. augusztus 1-jétől ismét megbízták az Operaház balettegyüttesének vezetésével. 2010-ben újabb ötéves megbízást kapott erre a feladatra, ám 2011 januárjában felmentették tisztségéből.

## Versenyeredményei
- 1972: a Várnai Nemzetközi Balettverseny aranyérmese (junior kategória)
- 1975: a Várnai Nemzetközi Balettverseny ezüstérmese
- 1976: a Tokiói Balettverseny legjobb férfitáncosa

## Főbb szerepei

### Klasszikus főszerepek
- Basil (Petipa: Don Quijote)
- Albert (Lavrovszkij: Giselle)
- Herceg (Petipa: Csipkerózsika)
- Herceg (Vajnonen: Diótörő)
- Herceg (Petipa: A hattyúk tava)
- Colas (Ashton: A rosszul őrzött lány)

### Magyar koreográfusok műveinek főszerepei
- Ferenc (Harangozó: Coppélia)
- Spartacus (Seregi László: Spartacus)
- Amyntas (Seregi László: Sylvia)
- Tybalt (Seregi László: Rómeó és Júlia)
- Művész (Seregi László: A cédrus)
- Királyfi (Seregi László: A fából faragott királyfi)
- Júdás (Presser – Fodor. – J. S. Bach)
- Mandarin (A csodálatos mandarin – 4 különböző koreográfiában)

### További emlékezetes szerepek
- Kiválasztott ifjú (Béjart: Tavaszünnep)
- Tűzmadár / Főnix – két különböző főszerep (Béjart: Tűzmadár)
- férfi főszerep (Béjart: Sacre)
- férfi főszerep (Balanchine: C-dúr szimfónia)
- Apolló (Balanchine: Apolló)

## Visszaemlékezései
- Így emlékszem... Kun Zsuzsa beszélgetőkönyve; Médiatanonc Bt., Bp., 2023

## Díjai, elismerései
- Nizsinszkij-díj (1976)
- Liszt Ferenc-díj (1977)
- Érdemes művész (1983)
- Kiváló művész (1986)
- Kossuth-díj (1990)
- Ukrán-magyar kulturális kapcsolatok elősegítéséért-díj (2001)
- A Magyar Köztársasági Érdemrend tisztikeresztje (2004) /több évtizedes, nemzetközileg is elismert művészi munkásságáért illetve a Pécsi Balettnél végzett balett igazgatói munkájáért/
- Örökös tag a Halhatatlanok Társulatában (2004)
- Bartók-díj (2006)
- A Magyar Állami Operaház örökös tagja (2007)
- A Magyar Állami Operaház Mesterművésze (2007)

## Koreográfiák
- Cristoforo, 1993 (zene: Szakcsi Lakatos Béla)
- Zorba, 1999 (zene: Míkisz Theodorákisz) – 2005 nyarán a zeneszerző 80. születésnapjának tiszteletére a darabot az athéni Herodeon Atticus-ban adta elő a Magyar Nemzeti Balett
- Emberi Himnusz, 2006 (zene: Ludwig van Beethoven; társkoreográfus: Markó Iván)

## Vendégszereplései
- Covent Garden, London
- Bolsoj Színház, Moszkva
- Kirov Balett, Szentpétervár
- Teatro alla Scala, Milánó
- La Fenice, Velence
- Francia balett együttesek (Marseille, Lille, Nancy, Aix-en-Provence)
- Japán színházak (24 meghívás)
- USA (Houston, Chicago, Dallas)
- Kanada (Montréal, Toronto)
- Mexikó
- Kuba

## Érdekesség
A Magyar Televízió 1979-es szilveszteri műsorában (Disco disco) emlékezetes alakítást nyújtott a Boney M. együttes táncosát (Bobby Farrell) parodizálva.

## Könyve
- Így emlékszem... Kun Zsuzsa beszélgetőkönyve; Médiatanonc Bt., Budapest, 2023